# Mesa para los cuadros 47/2 y 47/1
Para las modalidades del juego de billar 47/2 y 47/1, se utiliza la mesa representada en la Figura 1.

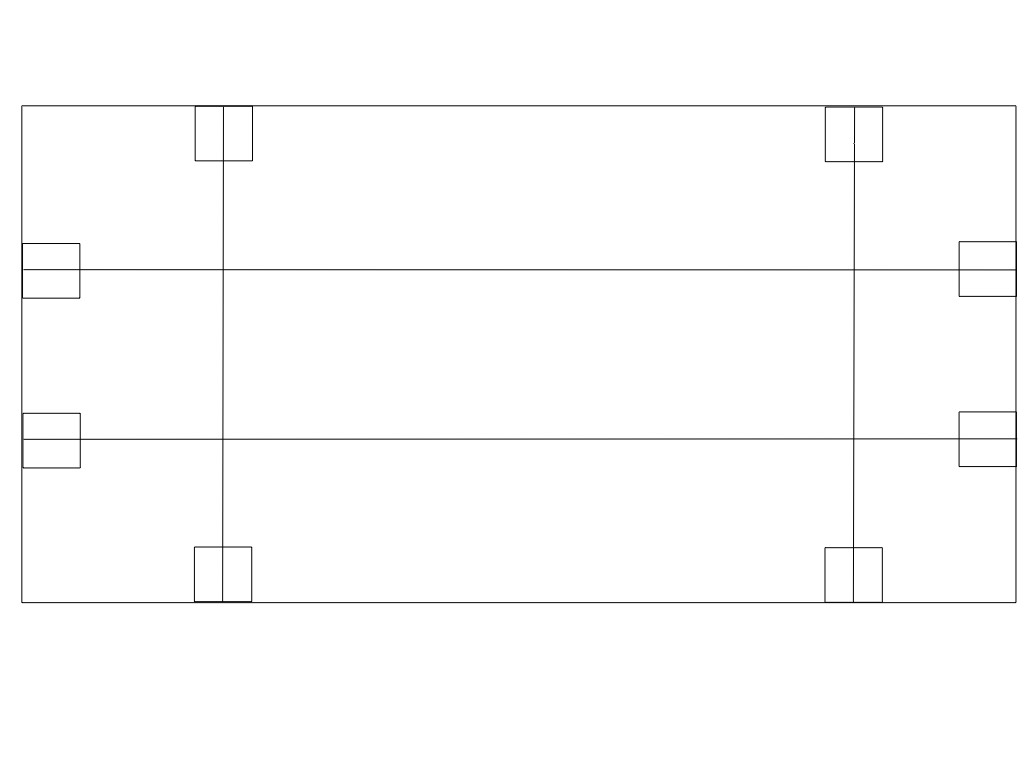
Marcado de la mesa para los juegos al cuadro 47

Los cuadritos pequeños, situados en la intersecciones de las líneas con las bandas, se llaman "casillas de Parker" o "áncoras", miden 17,8 cm de lado y exigen el mismo requisito que los grandes para carambolear dentro de ellos. Se introdujeron para evitar una posición llamada ancla (bolas contrarias a ambos lados de la línea y apoyándose en la banda)que permitía series "legales" larguísimas.
- Datos: Q6011292